# Kembo Diliwidi
Kembo Diliwidi (* 3. Februar 2006 in Beuvry) ist ein französisch-kongolesischer Fußballspieler, der beim RC Lens unter Vertrag steht und aktuell an den Le Mans FC ausgeliehen ist.

## Karriere

### Verein
Diliwidi begann seine fußballerische Ausbildung im August 2011 bei der US Noeuxoise. Nach anderthalb Jahren wechselte er zur US Vermeloise und im Sommer 2014 wurde er von der Jugendakademie des RC Lens unter Vertrag genommen. In der Saison 2022/23 wurde er 19 Mal in der B-Junioren-Liga eingesetzt, wobei er elfmal traf. Auch für das U19-Team konnte er in jener Spielzeit schon dreimal in fünf Ligapartien treffen. 2023/24 spielte er dort 14 Mal, wobei er acht Tore schoss und sechsmal in der UEFA Youth League. Zudem absolvierte er bereits einige Spiele in der National 3 für die Reservemannschaft. Im November 2024 unterzeichnete er seinen ersten Profivertrag mit einer Laufzeit von drei Jahren. Nach weiteren Fünftliga- und U19-Partien debütierte Diliwidi am 5. Januar 2025 (16. Spieltag) nach später Einwechslung gegen den FC Toulouse für die Profis in der Ligue 1. Wenige Wochen später, im Februar 2025, wurde er für den Rest der Saison an den Drittligisten Le Mans FC verliehen. Dort kam er in sieben Ligaspielen zum Einsatz, wobei er sechsmal als Einwechselspieler zum Zug kam und erst am letzten Spieltag erstmals in der Startelf stand.

### Nationalmannschaft
Seit Oktober 2024 spielt Diliwidi für die französische U19-Nationalmannschaft.